# 明克勒 (加利福尼亞州)
明克勒（英語：Minkler）是位於美國加利福尼亞州弗雷斯諾縣的一個人口普查指定地區。

## 地理
明克勒的座標為36°43′26″N 119°27′29″W / 36.72389°N 119.45806°W，而該地最高點為海拔高度121米（即397英尺）。

## 人口
根據2010年美國人口普查的數據，明克勒的面積為15.187平方千米，當中陸地面積為15.187平方千米，而水域面積為0.000平方千米。當地共有人口1003人，而人口密度為每平方千米66人。